# Corupella asperata
Corupella asperata är en skalbaggsart som beskrevs av Martins och Dilma Solange Napp 2007. Corupella asperata ingår i släktet Corupella och familjen långhorningar. Inga underarter finns listade i Catalogue of Life.